# Szőnyi György Endre
Szőnyi György Endre Ph.D., D.Sc. (Szeged, 1952. október 19.) magyar irodalom- és kultúrtörténész, író, aki nemzetközi szinten is jelentős tudományos kutatónak számít a reneszánsz-kori mágia és okkultizmus területén. A Magyar Tudományos Akadémia (MTA) köztestületi tagja.

## Élete
Nős, egy leánygyermek apja.

## Tanulmányai
Tanulmányait főként Szegeden végezte. A JATE Ságvári Gyakorló Gimnáziuma matematika-fizika tagozatára járt és jeles érettségije után 1972-től 1977-ig a Szegedi Tudományegyetem (SZTE, korábban JATE) angol-magyar szakos bölcsészhallgatója volt, amelyet szintén jeles eredménnyel végzett el és tanári diplomát kapott. Szakdolgozata "Titkos tudományok és babonák: a 15–17. század művelődéstörténetének kérdéseihez" címmel megjelent a Magvető Könyvkiadó Gyorsuló idő sorozatában 1978-ban.
1981-ben bölcsészdoktoriját summa cum laude minősítéssel kapta meg. 1983 és 1985 között az Eötvös Loránd Tudományegyetem (ELTE) lengyel szakát hallgatta posztgraduális képzés keretében. 1993-ban 100%-os eredménnyel kandidátusi fokozatot szerzett, témája: "Keresztény mágia, John Dee és az európai humanizmus". 2000-ben az ELTE-n habilitált, majd 2004-ben az MTA doktori fokozatát is megszerezte.

## Munkahelyei

### Szegeden
1977-től folyamatosan a szegedi JATE, majd SZTE alkalmazásában áll a Bölcsészettudományi Kar (BTK) Angol Tanszékén, 1979-től tanársegéd, 1982-től adjunktus, 1994-től docens, majd 2005-től egyetemi tanár. 1998-tól 2008-ig az SZTE Angol-Amerikai Intézetének vezetője volt. 1988-tól napjainkig az SZTE hungarológiai oktatásának programigazgatója.

### Budapesten
2006-tól máig a Közép-európai Egyetem (CEU) egyetemi tanára.

### Külföldön
- 1980 és 1982 között a Varsói Tudományegyetem Magyar Tanszékének lektora.
- 1987-ben az észak-karolinai Elon College vendégtanára.
- 2004-ben Fulbright vendégtanár a Kansasi Egyetemen.
- 2009-ben Leverhulme vendégprofesszor az Anglia Ruskin Egyetemen.[4]

## Művei

### Önálló szerzőként
- Szőnyi György Endre. Titkos tudományok és babonák – a 15-17. század művelődéstörténeti kérdéseihez, Gyorsuló idő (magyar nyelven). Bp.: Magvető (1978). ISBN 963-270-765-6[5]
- Szőnyi György Endre. Új föld, új ég – A reneszánsz értelmezéseinek kérdéseihez (magyar nyelven). Bp.: Kozmosz Könyvek (1984). ISBN 963-211-622-4[5]
- Szőnyi György Endre. Iconography East West – Tanulmányok (angol nyelven) (1996)[5]
- Szőnyi György Endre. Exaltatio és hatalom – Keresztény mágia és okkult szimbolizmus egy angol mágus műveiben (magyar nyelven). Szeged: JATEPress (1998). ISBN 978-963-4823-38-4[5]
- Szőnyi György Endre. Pictura & Scriptura – Hagyományalapú kulturális reprezentációk huszadik századi elméletei, Ikonológia és Műértelmezés (magyar nyelven). JATEPress (2004). ISBN 978-963-482-670-5[6]
- György E. Szőnyi. Gli angeli di John Dee – Il Merlino di Elisabetta (olasz nyelven). Tre Editori (2004). ISBN 978-888-6755-53-5
- György E. Szőnyi. John Dee's Occultism – Magical Exaltation Through Powerful Signs, Western Esoterism (angol nyelven). Albany, NY: SUNY Press (2010). ISBN 978-079-1462-24-9

### Közreműködések
- Pál József, Szőnyi György Endre, Fabiny Tibor. A reneszánsz szimbolizmus – Ikonográfia - Emblematika - Shakespeare, Ikonológia és Műértelmezés (magyar nyelven). JATEPress (1998). ISBN 978-963-4822-21-9[6]
- Pál József, Szőnyi György Endre, Tar Ibolya. Hermetika, mágia – Ezoterikus látásmód és művészi megismerés szöveggyűjtemény, Ikonológia és Műértelmezés (magyar nyelven). JATEPress (2005). ISBN 315-978-0000-82-7[6]
- Anna Kérchy, Kiss Attila, Szőnyi György Endre. The Iconology of Law and Order – Eastern & Western Traditions of European Iconography, Papers in English & American Studies (angol nyelven). JATEPress (2012). ISBN 978-963-315-076-4[6]

## Lásd még
- Szőnyi György Endre: Kacsa/nyúl? (magyar nyelven). apertura.hu . (Hozzáférés: 2019. július 12.)